# Época de Oro del cine mexicano

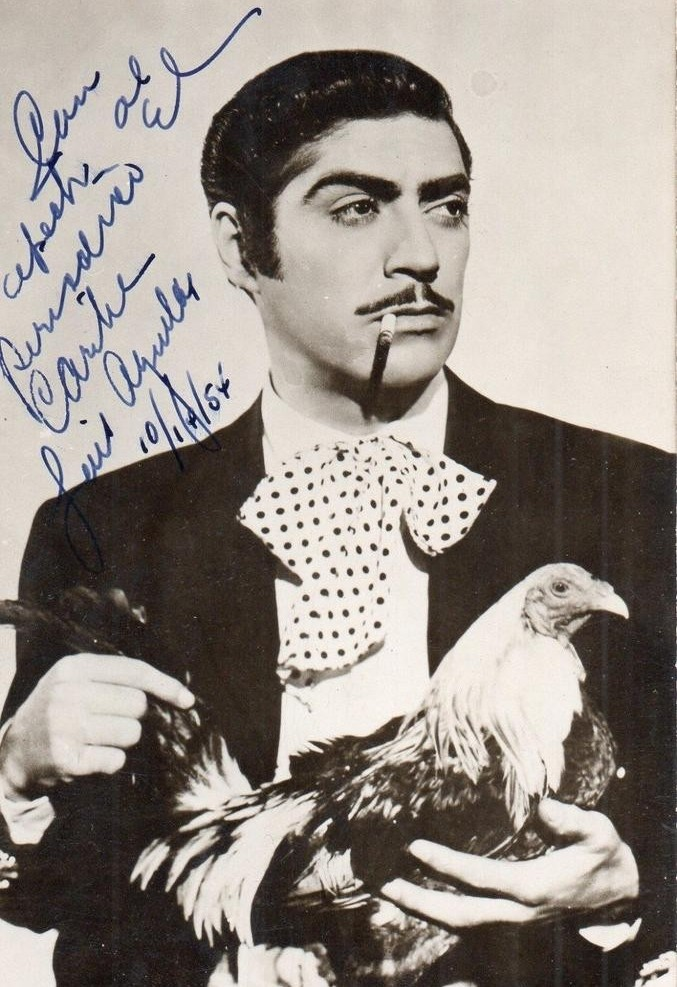
Luis Aguilar, uno de los primeros artistas de esta época en destacar, hecho que le otorgó el ser reconocido como un ídolo de México.

La Época de Oro del cine mexicano fue un periodo de auge en la historia de la cinematografía de México, que comenzó en 1936 con el estreno de la película Allá en el Rancho Grande, y culminó en 1956. Se le considera una edad de oro por ser una etapa del país en que la industria cinematográfica era el centro de las cintas comerciales de Latinoamérica y de habla hispana, misma en la que se dio el surgimiento de una nueva generación de directores, actores y actrices considerados, hasta la fecha, como iconos en México y de los países hispanohablantes.

## Historia
En 1939, Europa y los Estados Unidos participaron en la Segunda Guerra Mundial, y las industrias cinematográficas de estas regiones se vieron gravemente afectadas. Europa, debido a su ubicación y los Estados Unidos debido a que los materiales utilizados para producir películas (como la celulosa), comenzaron a escasear y fueron racionados. De esta manera, la industria cinematográfica mexicana encontró nuevas fuentes de materiales y equipos que aseguraron así su posición en la producción de películas de calidad en todo el mundo. Además, durante la guerra, la industria del cine de Francia, Italia, España, Argentina y Estados Unidos, se centró en películas de guerra, lo que hizo posible que la industria cinematográfica mexicana, con temáticas mucho más versátiles, se convirtiera en dominante en los mercados de México y de América Latina. 
A principios de los años 30, algunas películas mexicanas como Santa (1932)  y La mujer del puerto (1934), habían ganado el reconocimiento del público y la crítica, lo cual demostró que en México se contaba con el equipo y talento necesarios para sostener una industria cinematográfica sólida. En 1936, se filma la cinta Allá en el Rancho Grande de Fernando de Fuentes, que tiene un éxito inusitado no solo en México y los países hispanoparlantes, sino también en los Estados Unidos. Por ello, se le considera comúnmente como la cinta que dio el punto de partida al esplendor de la cinematografía mexicana.
Ante esto, a principios de los años 1940 comienza el surgimiento de grandes estudios cinematográficos  asentados en la Ciudad de México, que comienzan a respaldar la producción masiva de películas. Entre las más importantes se encuentran CLASA Films, FILMEX, Films Mundiales, Cinematográfica Calderón, Películas Rodríguez y Mier y Brooks, entre otras.
El cine mexicano continuó realizando obras de espléndida calidad a fines de los 30 y principios de los 40 y comenzó a explorar géneros como la comedia, el romance y el musical. En 1943, la película Flor silvestre, reunió a un equipo cinematográfico conformado por el director Emilio Indio Fernández, el fotógrafo Gabriel Figueroa, el actor Pedro Armendáriz y la actriz Dolores del Río. Las cintas María Candelaria y La perla, son consideradas obras cumbre de Fernández y su equipo, y llenaron al cine mexicano de un enorme prestigio, paseándose a nivel mundial en importantes festivales cinematográficos (María Candelaria fue galardonada en 1946 con el Premio del Grand Prix del Festival de Cannes, el nombre anterior de la Palma de Oro, siendo la primera película de habla hispana en obtenerlo). Por su parte, La perla fue galardonada con el Globo de Oro de la industria fílmica estadounidense, siendo la primera cinta hispana en recibir dicho reconocimiento.
El cine mexicano en su época de oro, imitó el Star System que imperaba en Hollywood. De esta manera, y a diferencia de otras industrias fílmicas, en el cine mexicano se comenzó a desarrollar el «culto al actor», situación que propició el surgimiento de estrellas que causaron sensación en el público y se convirtieron en auténticos ídolos, de una forma muy similar a la de la industria fílmica estadounidense. Sin embargo, a diferencia de lo que sucedía en Hollywood, los estudios cinematográficos mexicanos nunca tuvieron un poder total sobre las grandes estrellas, y esto permitió a estas brillar de una forma independiente y desarrollarse en una multitud de géneros, principalmente las figuras surgidas en el cine mexicano en la década de los 1950, mucho más versátiles y completas que las de la década previa.

## Géneros cinematográficos

### Comedia ranchera
Las películas de este género se desarrollaban en ranchos o pueblos. Luego de que la cinta Allá en el Rancho Grande (1936) fuera un éxito en taquilla, se dio a la tarea de producir más filmes similares que se desarrollaran en localidades rurales, y en las que se presentaran como protagonistas a hombres que fueran charros, y mujeres «rancheras» que fueran las enamoradas de estos. Algunos trabajos destacados de este tipo incluyen a Los tres García (1947), La barca de oro (1947), El gallo giro (1948), y Dos tipos de cuidado (1953).

### Cine de rumberas
La música tropical, que estuvo de moda en México y en América Latina desde la década de 1930, también se plasmó en el cine mexicano. Numerosas revistas musicales se realizaron en las décadas de 1940 y de 1950. El cine musical en México estuvo representado sobre todo por el llamado Cine de rumberas, una curiosidad fílmica exclusiva de México, dedicado a la exaltación fílmica de la figura de las «rumberas» (bailarinas de ritmos musicales afroantillanos).

### Cine negro
El Cine negro o Cine de Gánsteres (tan popular en Hollywood en los años 1930 y 1940) estuvo representado en México por el director "de culto" Juan Orol. Inspirado en este popular Cine de gánsteres y en figuras como Humphrey Bogart o Edward G. Robinson, Orol creó un universo fílmico y un estilo muy particular al mezclar los elementos clásicos del Cine negro, con el folclore mexicano, los ambientes urbanos y cabareteros y la música tropical. Ejemplo de ello, el filme clásico Gángsters contra charros (1948).

### Cine de terror y fantasía

Póster de La Llorona (1933), considerada como la primera película de terror mexicana.

Aunque la década de los sesenta es considerada como la época de oro del terror y ciencia ficción en el cine mexicano, durante la época de oro se encontraron algunos trabajos notables. Chano Urueta, prolífico director que se inició en la época del cine mudo, ya había tenido sus acercamientos con lo sobrenatural en Profanación (1933) y El signo de la muerte (1939), sin embargo sus mayores aportaciones llegarían con La bestia magnífica (1952), película en la que introduce por primera vez a los luchadores en el género. Otra obra suya dentro del género sería La bruja (1954).
Por su parte Fernando Méndez, también director destacado de la época de oro del cine mexicano aunque menos prolífico en el terror que Chano Urueta, comenzó sus andanzas en el género con Ladrón de cadáveres (1956), película de terror con luchadores.

## Declive

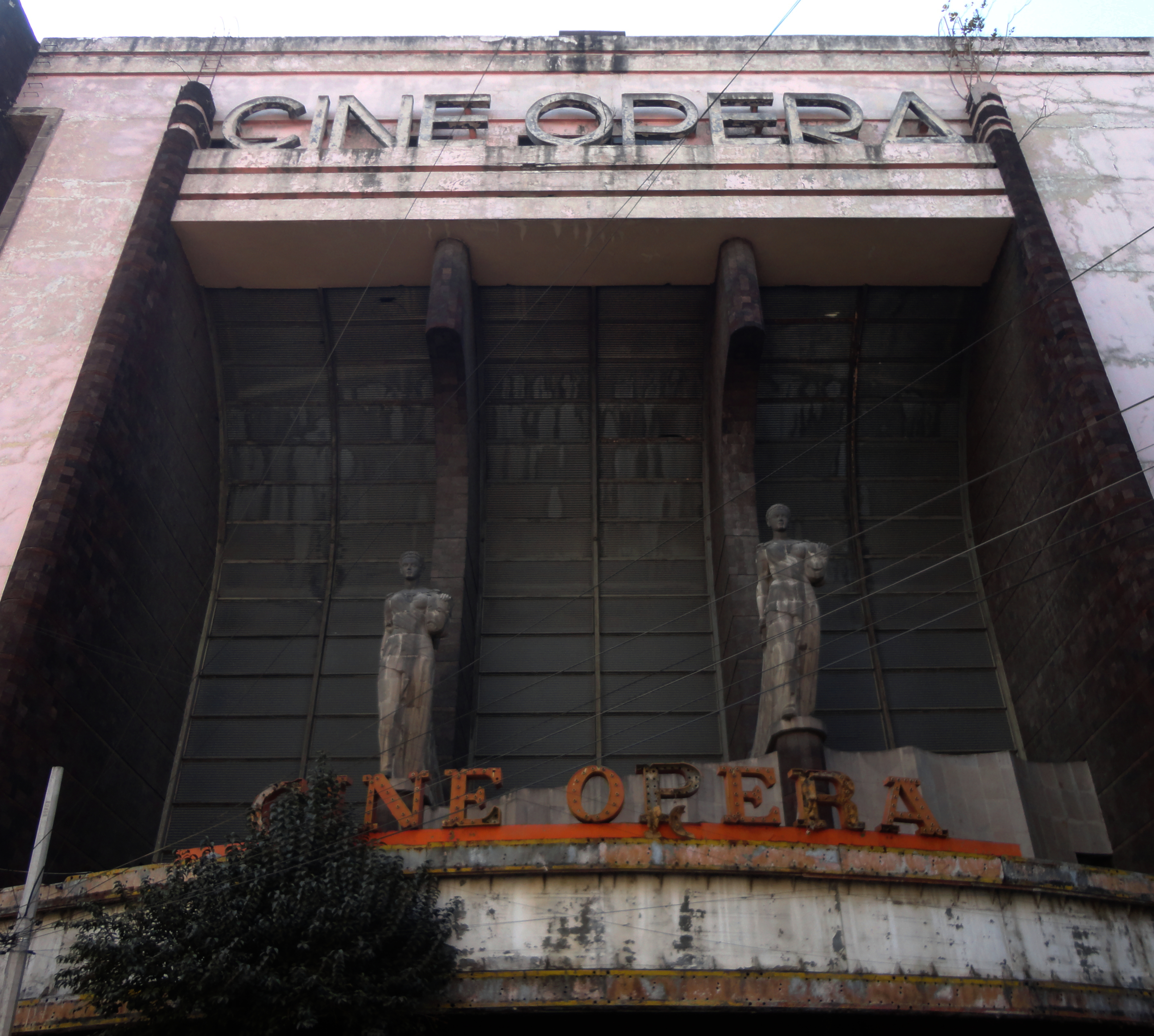
Cine Ópera fue una de las salas de cine más importantes durante esta Época de Oro, desde su inauguración en 1949, hasta su clausura en 1998. Aquí se muestra su fachada desgastada, como se veía en 2020.

Las primeras transmisiones de la Televisión mexicana se iniciaron en 1950. Ese año entró en operaciones XHTV-Canal 4. XEWTV-Canal 2 y XHGC-Canal 5, comenzaron transmisiones en 1952. En pocos años, la televisión alcanzó un poder enorme de penetración en el público, especialmente cuando las tres cadenas se unieron para formar Telesistema Mexicano, en 1955. Para 1956, las antenas de televisión eran algo común en los hogares mexicanos, y el nuevo medio se extendía rápidamente en la provincia. Las primeras imágenes de la televisión, en blanco y negro, aparecían en una pantalla muy pequeña y ovalada, y eran bastante imperfectas: no tenían la definición y la nitidez de la imagen cinematográfica. Sin embargo, no solo en México, sino en todo el mundo, el cine resintió de inmediato la competencia del nuevo medio. Esa competencia influyó decisivamente en la historia del cine, obligándolo a buscar nuevas vías tanto en su técnica, como en el tratamiento de temas y géneros. Estos últimos fueron siendo obsoletos con el surgimiento de nuevos gustos entre la sociedad mexicana, siendo un ejemplo la caída de las comedias rancheras, que habían sido sobreexplotadas y fueron perdiendo audiencia.
Las novedades técnicas llegaron de Hollywood. Las pantallas anchas, el cine en tercera dimensión, el mejoramiento del color y el sonido estereofónico, fueron algunas de las innovaciones que presentó el cine estadounidense a principios de los cincuenta. El elevado costo de esta tecnología hizo difícil que en México se llegaran a producir filmes con estas características, por lo menos durante algunos años. Los temas «fuertes» fueron otro recurso utilizado por el cine para atraer de nuevo al público a las salas cinematográficas. La naturaleza familiar del medio televisivo impedía un tratamiento directo de muchos de los temas que el cine -ya maduro- se atrevía a mostrar. En general, la realización del cine se volvió más compleja que nunca. Con una infraestructura técnica anticuada, poco dinero, un público más exigente, y un mercado saturado de producciones norteamericanas, el cine mexicano se enfrentó ante su ocaso.

## Estudios
- Estudios Churubusco
- Estudios San Ángel
- Estudios Tepeyac